# مرسيليائية محبة للدم
مرسيليائية محبة للدم (الاسم العلمي: Massilia haematophila) هي نوع من البكتيريا، سلبية الغرام، تتبع المرسيليات.